# Geoffroy de Brionne
Geoffroy de Brionne genannt Geoffroy Crispin († wohl 1015) aus der Familie der Rolloniden war Graf von Eu zu Beginn des 11. Jahrhunderts.
Er war der älteste Sohn von Richard I., Herzog der Normandie und der Dänin Gunnora, wurde aber nicht dessen Nachfolger. Stattdessen erhielt er nach dem Tod seines Vaters von seinem Bruder Richard II. die Grafschaft Eu, während der Titel als Graf von Brionne zweifelhaft ist. Wenn Ordericus Vitalis schreibt, dass sein Vater ihm Burg und Grafschaft Brionne gegeben habe, spricht Torigni nur von der Festung sowie von Richard II. Sicher ist, dass Geoffroy zumindest Kastellan von Brionne war.

## Nachkommen
Von einer unbekannten Ehefrau hatte er einen Sohn, Gilbert de Brionne, der ihm als Graf von Eu und wohl auch als Graf von Brionne folgte. Durch ihn ist er der Stammvater des Hauses Clare.

## Weblink
- Godefroi de Brionne bei Medieval Lands